# Mélységi védelem
A mélységi védelem (ang.: defense in depth) az informatikai biztonság területén a védelem rétegzésének stratégiája. A rendszer életciklusa alatt fellépő, a személyzet, a technológia és az alkalmazott műveletek területén fellépő biztonsági résekre is értelmezhető.

## Háttér
A mélységi védelem lényege, hogy a rendszert a támadásoktól több különböző módszerrel egyidejűleg védjük. A különböző védelmek rétegzésén alapuló, átfogó stratégiát az amerikai Nemzetbiztonsági Ügynökség alkotta meg.
A mélységi védelem eredetileg katonai stratégia volt; célja a támadó fél előrehaladásának megakadályozása helyett annak lelassítása, teret veszteni időnyerés fejében. A védelmi mechanizmusok, procedúrák és irányelvek célja az informatikai rendszer megbízhatóságának növelése; a több rétegű védelem akadályozza a kémkedést, kizárja a közvetlen támadás lehetőségét a kritikus rendszerek felé. A számítógépes hálózat védelmét tekintve, a mélységi védelem nem csak megakadályozza a betörést, hanem időt is nyer a vállalat számára, hogy detektálja a támadást és válaszoljon rá, így csökkentve a támadás következményeit.

## Példák
A következő rétegek közül egynél több használata már megvalósítja a mélységi védelmet.
- Fizikai biztonság (pl. biztonsági ajtók, rácsok, élőerős őrzés stb.)
- autentikáció, jelszavakon alapuló biztonság
- vírusirtó szoftver
- tűzfal (hardveres vagy szoftveres)
- DMZ (demilitarizált zónák)
- IDS (behatolásérzékelő rendszerek)
- IPS (behatolásmegelőző rendszerek)
- csomagszűrők (packet filter)
- útválasztók, hálózati kapcsolók
- proxy szerverek
- VPN (virtuális magánhálózatok)
- naplózás és auditálás
- biometrikus azonosítás
- időzített hozzáférés
- nyilvánosan nem hozzáférhető hardver-/szoftverelemek használata (de lásd: titkolózáson alapuló biztonság)

## Fordítás
- Ez a szócikk részben vagy egészben a Defense in depth (computing) című angol Wikipédia-szócikk ezen változatának fordításán alapul.  Az eredeti cikk szerkesztőit annak laptörténete sorolja fel. Ez a jelzés csupán a megfogalmazás eredetét és a szerzői jogokat jelzi, nem szolgál a cikkben szereplő információk forrásmegjelöléseként.